# Senje (gmina Ćuprija)
Senje (cyr. Сење) – wieś w Serbii, w okręgu pomorawskim, w gminie Ćuprija. W 2011 roku liczyła 1204 mieszkańców.